# Christina Gilli-Brügger
Pour les articles homonymes, voir Gilli et Brügger.
Christina Gilli-Brügger, née le 3 juillet 1956 à Herlisberg, est une fondeuse suisse.